# Giulio Gabrielli der Jüngere

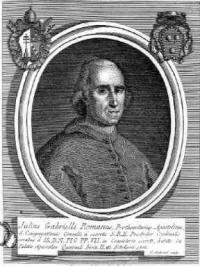
Giulio Kardinal Gabrielli il Giovane

Kardinalswappen (schematische Darstellung)

Giulio Gabrielli (* 20. Juli 1748 in Rom; † 26. September 1822 in Albano Laziale) war ein italienischer Kardinal und von 1808 bis 1814 Kardinalstaatssekretär.

## Leben
Giulio Gabrielli, genannt il Giovane („der Jüngere“ zur Unterscheidung von seinem älteren gleichnamigen Verwandten) stammte aus der Adelsfamilie Gabrielli und war ein Verwandter von Giulio Kardinal Gabrielli dem Älteren. Er empfing am 26. Mai 1784 die Priesterweihe und war zwischen 1787 und 1801 Sekretär der Kongregation für die Interpretation und Einhaltung des Trienter Konzils (Congregatio pro executione et interpretatione Concilii Tridentini).
Im Konsistorium vom 23. Februar 1801 kreierte Papst Pius VII. Giulio Gabrielli zum Kardinal und ernannte ihn darauf zum Kardinalpriester von San Tommaso in Parione. Zugleich wurde er am 11. Januar 1808 zum Bischof von Senigallia ernannt. Er empfing am 14. Februar 1808 die Bischofsweihe, die ihm von Papst Pius VII. persönlich mit den Mitkonsekratoren Francesco Bertazzoli und Giuseppe Bartolomeo Menocchio gespendet wurde. Als Nachfolger von Filippo Casoni übernahm er am 26. März 1808 das Amt des Kardinalstaatssekretärs, das er bis zum 17. Mai 1814 bekleidete, woraufhin Ercole Consalvi seine Nachfolge antrat. Zugleich fungierte er zwischen 1808 und 1814 als Kardinalpräfekt der Heiligen Kongregation der Consulta (Sacra Consulta). Danach übernahm er am 26. Juli 1814 das Amt als Präfekt der Konzilskongregation und bekleidete dieses bis zu seinem Rücktritt am 9. Mai 1820, woraufhin Emmanuele De Gregorio seine Nachfolge antrat. Am 5. Februar 1816 nahm der Papst seinen Rücktritt als Bischof von Senigalla an.
Zuletzt wurde Kardinal Gabrielli am 17. Dezember 1819 als Nachfolger von Giovanni Filippo Gallarati Scotti zum Kardinalpriester von San Lorenzo in Lucina ernannt. Gleichzeitig fungierte er zwischen 1820 und 1822 auch als Pro-Datar Seiner Heiligkeit und war als damit insbesondere für kirchliche Gnadensachen, Dispensen und ähnliche Angelegenheiten zuständig.
Kardinal Gabrieli wurde nach seinem Tod in Albano Laziale in die Ewige Stadt überführt, wo in der Kirche Santa Maria sopra Minerva am 1. Oktober 1822 die Exequien stattfanden und er bestattet wurde.